# Stazione di Bellia-Aidone
La stazione di Bellia-Aidone era una stazione ferroviaria posta sulla linea Dittaino-Caltagirone. Posta nel territorio comunale di Piazza Armerina, serviva la foresta di Bellia e il centro abitato di Aidone.